# Маді Кристіянс
Маді Кристіянс (нім. Mady Christians; уродж. Маргарита Марія Крістіянс, нім. Margarethe Maria Christians; 19 січня 1896 року, Відень, Австрія — 28 жовтня 1951 Норволк, Коннектикут) — австрійська акторка.

## Біографія
Маргарита Марія Кристіянс народилася в сім'ї актора і оперної співачки. У 1902 році сім'я переїхала до Берліна. Дитинство дівчинки також проходило в Нью-Йорку, де її батько керував театром з репертуаром німецькою мовою. У Берліні дівчина вчилася в комерційному училищі і брала уроки акторської майстерності у Франка Райхера.
Маргарита виходила на театральні підмостки з дитинства. Дебют в кіно відбувся в американському фільмі, але після вступу США у війну вона повернулася до Німеччини в 1917 році. Вона грала на сценах берлінських театрів і знімалася в стрічках німого кіно. Популярність прийшла до Кристіанс після зйомок в шестисерійному фільмі «Людина без імені», в якому її партнером виступив Гаррі Лідтке. Успіх також принесли ролі у фільмах «Мрії про вальс» (1925) і «Королева Луїза» (1927).
Після приходу до влади націонал-соціалістів актриса емігрувала до США, де знялася в декількох фільмах і зіграла кілька ролей в театрі. У 1945 році вона отримала місце викладача акторської майстерності в Колумбійському університеті. У 1950 році ФБР звинуватило її в зв'язках з Комуністичною партією, і вона виявилася в чорному списку Red Channels.

## Фільмографія
- 1916: Audrey
- 1917: Die Krone von Kerkyra
- 1917: Das verlorene Paradies
- 1918: Die Dreizehn
- 1918: Die Verteidigerin
- 1918: Eine junge Dame von Welt
- 1919: Die Gesunkenen
- 1919: Die Nacht des Grauens
- 1920: Людина без імені — Der Mann ohne Namen
- 1921: Der Schicksalstag
- 1923: Будденброки — Buddenbrooks
- 1923: Ein Glas Wasser
- 1923: Дружина фараона
- 1924: Міхаель — Michael
- 1924: Фінанси великого герцога — Die Finanzen des Großherzogs
- 1924: Дебет і кредит — Soll und Haben
- 1925: Der Abenteurer
- 1925: Фермер із Техаса — Der Farmer aus Texas
- 1925: Мрії про вальс / Ein Walzertraum
- 1926: Nanette macht alles
- 1926: Die geschiedene Frau
- 1927: Der Sohn der Hagar
- 1927: Heimweh
- 1927: Королева Луїза — Königin Luise
- 1929: Meine Schwester und ich
- 1929: Dich hab’ ich geliebt
- 1930: Das Schicksal der Renate
- 1932: Der schwarze Husar
- 1932: Friederike
- 1933: Ich und die Kaiserin
- 1933: Manolescu, der Fürst der Diebe
- 1934 — Зла жінка / Wicked Woman
- 1935: Ship Cafe
- 1936: Прийди і володій — Come and Get It
- 1937: Жінка, яку я кохаю — The Woman I Love
- 1937: Хайді — Heidi
- 1943: Tender Comrade
- 1944: Adress Unknown
- 1948: All My Sons
- 1948: Лист незнайомки — Brief einer Unbekannten